# D-Sides
D-Sides è la seconda raccolta del gruppo musicale britannico Gorillaz, pubblicato il 19 novembre 2007 dalla Parlophone.

## Il disco
Il disco, registrato tra il 2004 e il 2005 tra Londra e Hong Kong, contiene b-side, remix e brani aggiuntivi dal secondo album in studio del gruppo, ossia Demon Days. 
Sulla copertina è raffigurato Pazuzu, un re della mitologia babilonese.

## Tracce
Disco 1
1. 68 State – 4:48
2. People – 3:27
3. Hongkongaton – 3:33
4. We Are Happy Landfill – 3:39
5. Hong Kong – 7:15
6. Highway (Under Construction) – 4:20
7. Rockit – 3:33
8. Bill Murray (feat. The Bees) – 3:52
9. The Swagga – 4:57
10. Murdoc Is God – 2:26
11. Spitting Out the Demons – 5:10
12. Don't Get Lost in Heaven (Original Demo Version) – 2:59
13. Stop the Dams (feat. Ghostigital) – 5:38

Disco 2
1. Dare (DFA Remix) – 12:14
2. Feel Good Inc. (Stanton Warriors Remix) – 7:24
3. Kids with Guns (Jamie T's Turns to Monsters Mix) – 4:22
4. Dare (Soulwax Remix) – 5:42
5. Kids with Guns (Hot Chip Remix) – 7:09
6. El mañana (Metronomy Remix) – 5:44
7. Dare (Junior Sanchez Remix) – 5:26
8. Dirty Harry (Schtung Chinese New Year Remix) – 3:53
9. Kids with Guns (Quiet Village Remix) – 10:08